# Balblair
Balblair ist eine Whiskybrennerei in Edderton, Ross-shire, Schottland. Die Darre der Brennerei ist in den schottischen Denkmallisten in die Kategorie C einsortiert.

## Geschichte
Sie wurde 1790 von John Ross gegründet und ist damit die zweitälteste Destillerie, die noch in Betrieb ist. Die heutige Anlage stammt aus dem Jahr 1872 und wurde von Alexander Ross erbaut. 1894 wurde die Destillerie an Alexander Cowan verkauft.
Von 1915 bis 1947 war die Brennerei geschlossen. Der neue Besitzer, Robert Cumming – dem später auch Pulteney gehörte – baute die Destillerie aus. 1970 verkaufte er sie an Hiram Walker, die später in Allied Distillers bzw. Allied Domecq aufgingen. 1996 wurde die Destillerie erneut geschlossen und an Inver House Distillers Ltd. (Pulteney, Speyburn, Knockdhu und Balmenach) verkauft. Seit Mai 1997 wird wieder Whisky produziert.

## Produktion
Das Wasser der zur Region Highlands/Northern Highlands gehörenden Brennerei stammt aus dem Ault Dearg Burn, das verwendete Malz wird aus den Glen Ord Maltings bezogen. Die Destillerie verfügt über einen Maischbottich (mash tun) (4,6 t) aus Edelstahl, sechs Gärbottiche (wash backs) (je 22.000 l) aus Douglasienholz, eine wash still (19.093 l) und eine spirit still (11.044 l), die durch Dampf erhitzt werden.